# Балль, Руди
Рудольф (Руди) Балль (нем. Rudolf "Rudi" Ball; 27 марта 1910 или 22 июня 1911, Гросс-Глиникке, Германская империя — сентябрь 1975, Йоханнесбург, ЮАР) — немецкий и южноафриканский хоккеист, правый нападающий. Призёр Олимпийских игр и чемпионатов мира, чемпион Европы 1930 года в составе сборной Германии, восьмикратный чемпион Германии и чемпион ЮАР, трёхкратный обладатель Кубка Шпенглера. Руди Балль был единственным спортсменом еврейского происхождения, представлявшим Германию на зимних Олимпийских играх 1936 года. Член Зала славы ИИХФ с 2004 года.

## Биография
Руди Балль родился в смешанной немецко-еврейской семье в деревне Гросс-Глиникке (ныне часть берлинского района Кладов). Его старшие братья Герхард и Хайнц играли в хоккей, а сам Руди в детстве занимался фигурным катанием, но был вынужден бросить его из-за хрупких щиколоток. В декабре 1925 года он с друзьями попал на международный хоккейный матч между ведущими клубами Германии и Австрии. Выступавший за австрийский клуб «Вена» канадский студент-медик Блейк Уотсон (в прошлом обладатель Мемориального кубка) привлёк внимание Руди своей изящной игрой. Австрийцы победили 4:3, при этом все четыре гола за «Вену» забросил Уотсон. После этого Руди Балль решил стать хоккеистом, несмотря на хрупкие кости и невысокий рост (163 см при весе 63 кг).
Начав играть на позиции правого нападающего, Балль-младший вскоре проявил себя как стремительный игрок, умело владеющий клюшкой и обладающий быстрым и точным броском. Начиная с первых лет выступлений он зарекомендовал себя как лидер команды. Сыграв свои первые матчи в 1927 году за спортивный клуб «Берлин-Бранденбург», он затем перешёл во вторую команду лучшего немецкого клуба — ХК «Берлин», а начиная с сезона 1928/1929 выступал уже за первую команду этого клуба, где наладил успешное взаимодействие с игроками сборных Германии, Австрии и Франции Густавом Йенекке, Гербертом Брюкком и Альбертом Хасслером.
Уже в первый свой сезон в главной команде «Берлина» Балль стал чемпионом Германии, забив решающий гол в матче против «Рисерзее», окончившемся со счётом 2:1 в пользу столичного клуба. В декабре 1929 года Руди и оба его брата Герхард и Хайнц приняли участие в международном матче между «Берлином» и командой Оксфордского университета. Руди, забивший два гола, и Герхард, в качестве вратаря отстоявший игру всухую, внесли важный вклад в победу немецкой команды с общим счётом 6:0. С этого же года Руди Балля, которому было всего 18 лет, начали заявлять в составе сборных европейских звёзд, игравших товарищеские матчи с гастролирующими североамериканскими командами.
В 1930 и 1931 годах братья Балли снова становились чемпионами Германии в составе Берлина, причём Руди каждый раз забивал по несколько голов в финальных матчах. В 1930 году он дебютировал в составе сборной Германии на чемпионате мира по хоккею. Сделав в четырёх своих первых играх за сборную четыре результативных передачи, Балль забросил свою единственную шайбу за турнир в финале, которой немцы проиграли канадской команде со счётом 6:1. Немецкая сборная, и с ней Руди Балль, стали серебряными призёрами чемпионата мира и одновременно чемпионами Европы.
В декабре 1931 года в опубликованной французским спортивным журналом иерархии десяти лучших хоккеистов Европы Руди Балль оказался на первой позиции — впереди товарища по сборной Германии Йенекке, чеха Йозефа Малечека и своего бывшего кумира Уотсона. В начале следующего года, на Олимпийских играх в Лэйк-Плэсиде, сборная Германии оказалась одной из четырёх команд, боровшихся за медали хоккейного турнира, проходившего в два круга. Немцы проиграли все четыре своих встречи с канадцами и американцами, но сумели оба раза победить другую европейскую сборную — Польши; во втором матче Балль сделал хет-трик, принеся своей команде победу со счётом 4:1 и бронзовые медали Олимпиады.
На чемпионате мира 1933 года в Праге Балль снова был одним из ведущих игроков немецкой сборной, забросив в ворота соперников 5 шайб в 6 матчах. После этого, однако, братья Балль предпочли покинуть Германию, где к власти пришли нацисты. В сезоне 1933/1934 они выступали за клуб «Санкт-Мориц», где Руди забрасывал в среднем по одной шайбе за матч, а затем перебрались в Италию, где присоединились к миланской команде «Дьяволи Россо-Нери». На новом месте успешно выступали и Руди (снова в среднем забивавший больше, чем по шайбе за игру), и Герхард (пропускавший в среднем по две шайбы за матч); Хайнц в основном составе миланского клуба прижиться не сумел и в 1936 году эмигрировал в Южную Африку. В составе итальянского клуба Руди Балль дважды — в 1934/1935 и 1935/1936 годах — завоёвывал Кубок Шпенглера, бывший в то время наиболее престижным европейским хоккейным турниром.
В это время в Германии происходило «очищение» национального спорта от евреев. Однако в преддверии Олимпийских игр 1936 года, принимать которые должен был немецкий Гармиш-Партенкирхен, такая политика в области спорта могла привести к международному бойкоту: так, Олимпийский комитет США пригрозил отказаться от участия в Играх, если в команды Германии не будут допущены евреи. Немецкое спортивное руководство в итоге предпочло символически включить в сборные как на зимнюю, так и на летнюю (берлинскую) Олимпиады спортсменов-евреев. В Берлине за национальную сборную была заявлена рапиристка Хелена Майер, в итоге завоевавшая серебряную медаль; в Гармиш-Партенкирхен было решено послать Балля после того, как его партнёр по берлинскому клубу Густав Йенекке, ведущий бомбардир немецкой сборной, заявил, что не будет играть без Руди. Неучастие одновременно двух лидеров лишало бы Германию всяких шансов на олимпийскую медаль в хоккее, и Балля включили в сборную. Сам он отнюдь не стремился выступать под нацистским флагом и согласился только в обмен на обещание, что ему будет разрешено после Олимпиады вывезти из Германии семью. На Олимпиаде после поражения в первой игре от американцев со счётом 1:0 немецкая сборная выиграла два оставшихся групповых матча у итальянцев и швейцарцев и вышла в следующий круг, также разыгрывавшийся в группах. Там немцы в первой встрече обыграли венгров, но в этом матче Балль получил травму и не смог принять участия в двух оставшихся матчах в группе; в этих встречах сборная хозяев турнира проиграла канадцам со счётом 2:6 и свела вничью матч со сборной Великобритании, на этом турнире также составленной из канадских игроков. Немцы заняли третье место в группе и выбыли из борьбы за медали. За свои четыре игры за сборную Балль успел забить три гола.
Несмотря на официальную политику Третьего рейха, хоккейные болельщики Германии по-прежнему тепло относились к Баллю, и по окончании Олимпиады он принял решение остаться в Германии, снова начав выступать в составе берлинского хоккейного клуба. Балль играл за «Берлин» вплоть до 1944 года, за это время доведя число титулов чемпиона Германии до восьми. Он также принимал участие в международных играх сборной Германии, завоевав с ней бронзовые медали чемпионата Европы 1938 года. В общей сложности Балль провёл за карьеру в сборной 49 игр и забросил 19 шайб, в последний раз выйдя на поле в её составе в 1941 году.
В декабре 1946 года, в 36 лет, Балль вернулся в хоккей, надев форму клуба «Айхкамп», представлявшего Западный Берлин. За пять товарищеских матчей в составе новой команды он забросил 18 голов, а затем помог ей дойти до финала чемпионата Германии. Сезон 1947/1948 Руди и Герхард тоже отыграли за «Айхкамп», а затем младший Балль отправился вслед за средним в Южную Африку. Поселившись в Йоханнесбурге, он провёл сезон 1949/1950 за хоккейный клуб «Тайгерс» (10 голов в семи официальных матчах), а следующий — за клуб «Вулвз» (7 голов в шести матчах). С «Волками» Балль завоевал титул чемпиона ЮАР по хоккею. Свою последнюю игру он провёл в 41 год за сборную иностранных звёзд в показательном матче со сборной южноафриканских звёзд в сезоне 1951/1952, забив четыре шайбы. Игра завершилась победой его команды со счётом 10:4.
По окончании спортивной карьеры Руди Балль стал успешным бизнесменом, скончавшись в ЮАР в 1975 году. В 2004 году его имя было включено в списки Зала славы ИИХФ.